# Cantone di Romorantin-Lanthenay
Il Cantone di Romorantin-Lanthenay è una divisione amministrativa dell'Arrondissement di Romorantin-Lanthenay.
È stato costituito a seguito della riforma approvata con decreto del 21 febbraio 2014, che ha avuto attuazione dopo le elezioni dipartimentali del 2015.

## Composizione
Comprende i 6 comuni di:
- Loreux
- Millançay
- Romorantin-Lanthenay
- Veilleins
- Vernou-en-Sologne
- Villeherviers